# Stachelpalmen
Die Stachelpalmen (Aiphanes), auch Stilettpalmen, sind eine Pflanzengattung von 25 Arten der Palmengewächse (Arecaceae), die auf den Kleinen Antillen sowie von Venezuela bis Bolivien entlang der Anden verbreitet sind. Bis auf eine Art, die noch Panama erreicht, fehlen die Stachelpalmen in Mittelamerika. Sie fallen vor allem durch ihre bis über 25 Zentimeter langen Stacheln auf, die die Pflanzen fast komplett bedecken.

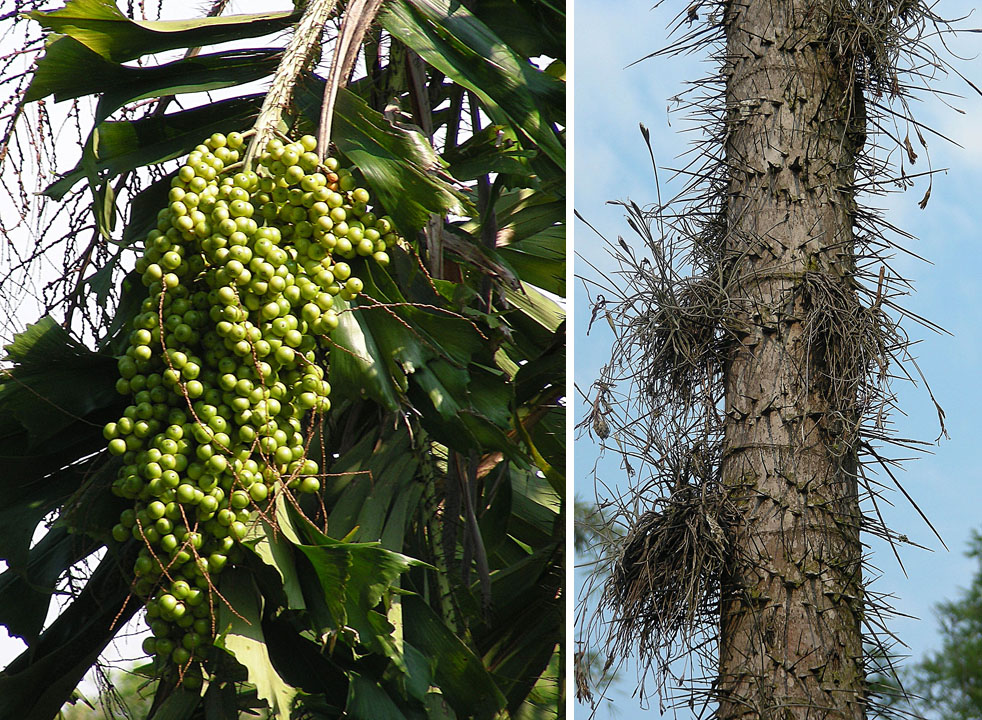
Aiphanes duquei

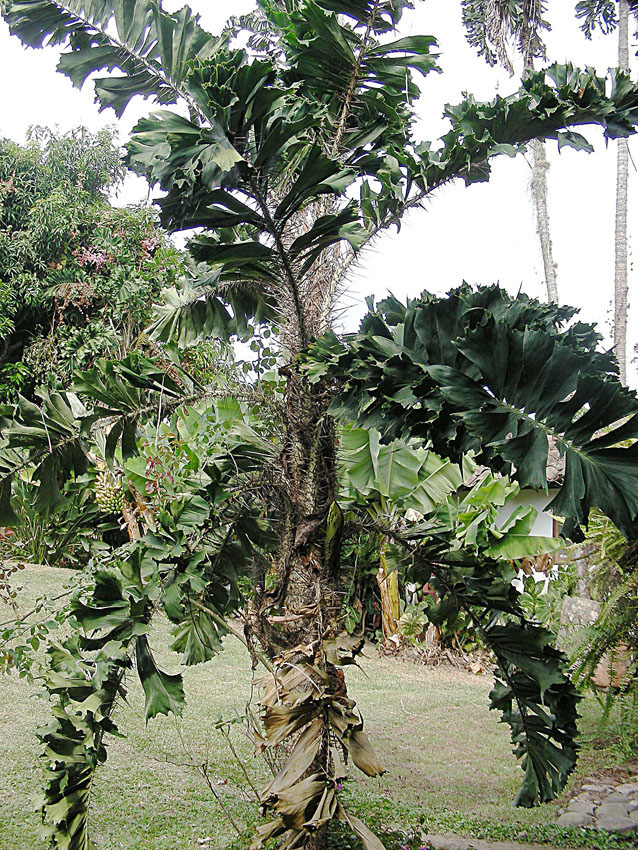
Aiphanes horrida

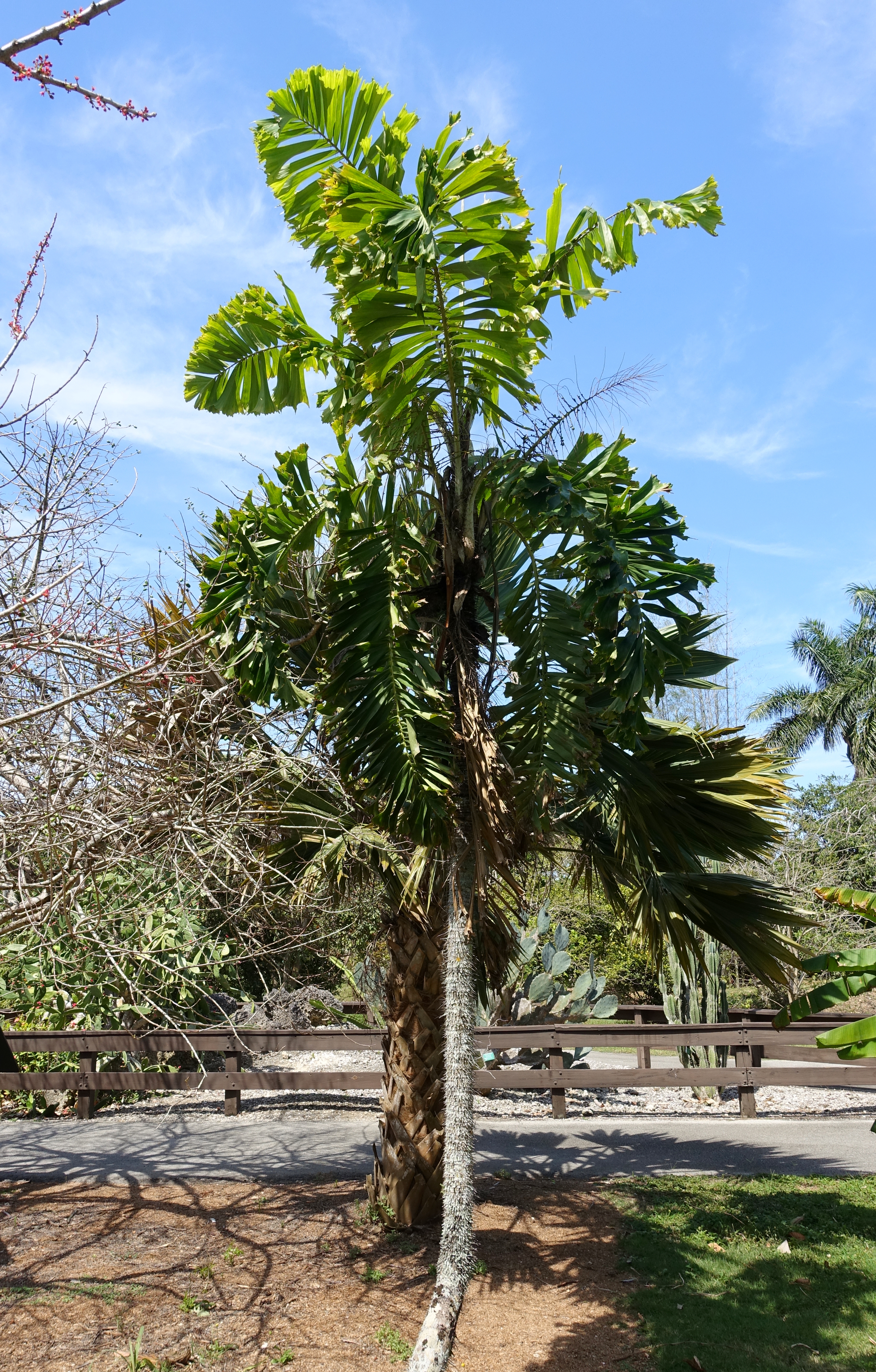
Aiphanes minima

## Beschreibung
Stachelpalmen sind ausdauernde, verholzende Pflanzen. Durch unterschiedliche Verzweigungsarten können die Palmen verschiedene Erscheinungsformen (Habitus) besitzen. So gibt es beispielsweise von Aiphanes erinaceae solitär stehende Einzelbäume, aber auch strauchartige Wuchsformen mit über 20 Stämmen, die auf offenen Ebenen stehen.
Charakteristisch sind die etwa einen Millimeter bis über 25 Zentimeter langen Stacheln, die fast die gesamte Pflanze bedecken. Bewehrt sind Stamm, Blätter sowie Blütenstiele und Tragblätter der Blütenstände. Die Stacheln sind grau bis schwarz, bei Aiphanes erinacea, Aiphanes simplex und Aiphanes tricuspidata aber gelb. Die Stacheln wachsen aus einer Gruppe runder, dickwandiger Zellen aus, die zunächst eine Verdickung (Pulvinus) bilden. Kleine Stacheln sind Einzelzellen, mit stark verdickter (sklerenchymatisierter) Zellwand. Große Stacheln bestehen aus äußeren Sklerenchymzellen und innerem Parenchym.
Die Chromosomenzahl ist umstritten, in der Literatur finden sich widersprüchliche Angaben, wie zum Beispiel für Aiphanes minima n = 15 oder n = 18, und für  Aiphanes horrida n = 16 oder n = 15. Wahrscheinlich handelt es sich bei den Unterschieden innerhalb einer Art aber um Artefakte. Wahrscheinlich, aber nicht überprüft, ist n = 15 für die ganze Gattung. Für die nahe verwandten Acrocomia,  Gastrococcus und Astrocaryum gilt in jedem Fall n = 15.

### Wurzeln
Fast alle Arten bilden oberirdische Adventivwurzeln aus, die manchmal dem unteren Teil des Stammes Kegelform verleihen. Sie sind zugleich auch Stützwurzeln und gleichen damit das fehlende sekundäre Dickenwachstum der Sprossachse aus. Die Adventivwurzeln sind gräulich bis rötlich braun und oft verzweigt. Sie erreichen einen Durchmesser zwischen fünf und 15 Millimetern. Sie sind mit weißlichen, warzenartigen Lentizellen übersät, die endogen entstehen und werden Pneumatophore oder Atemwurzeln genannt. Sie dienen dem Gasaustausch auf sehr feuchtem Boden.
Die Exodermis ist deutlich ausgeprägt. Die Rinde besteht hauptsächlich aus Parenchym mit unregelmäßigen luftgefüllten Interzellularräumen. Die Endodermis ist verholzt. Die Stele ist von Mark umgeben. Bislang konnten bei Aiphanes macroloba, Aiphanes ulei und Aiphanes weberbaueri Arbuskuläre Mykorrhizapilze in der Wurzelrinde nachgewiesen werden.

### Sprossachse

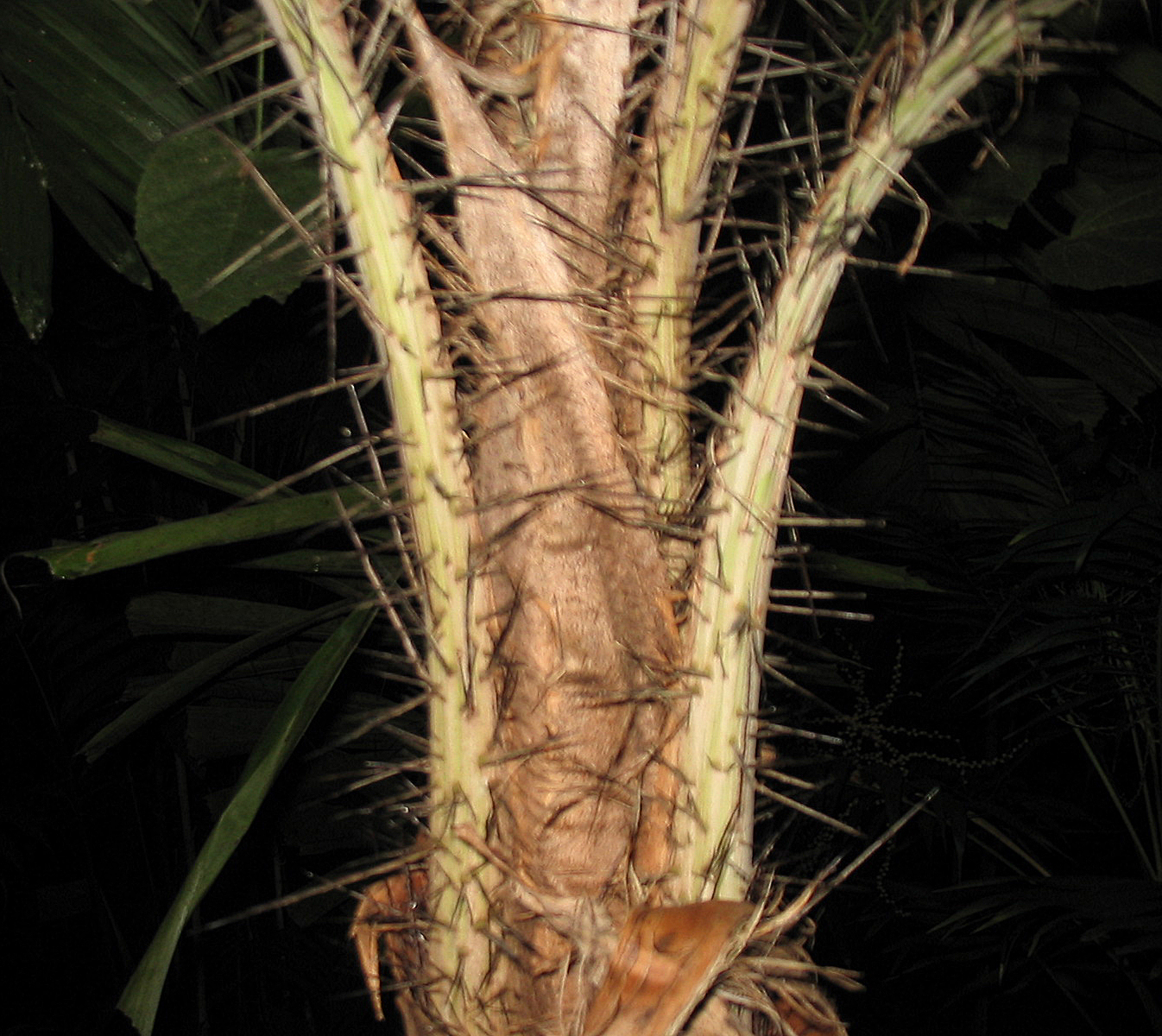
Stark bewehrte Ansatzstelle der Blätter an der Sprossachse

Verteilung der Wuchshöhe bei den Stachelpalmenarten

Die Sprossachse ist verzweigt oder unverzweigt. Sie kann sehr kurz sein und bei Aiphanes acaulis und Aiphanes spicata komplett unterirdisch liegen. Bei Aiphanes grandis wird sie bis über 20 Meter hoch und erreicht einen Durchmesser bis zu 20 Zentimetern.
Der Stamm ist stets deutlich ringförmig durch Blattnarben gezeichnet und mit Stacheln bewehrt, die ring- oder spiralförmig um die Nodi stehen. Die Länge der Internodien variiert und spiegelt unterschiedliche Wachstumsgeschwindigkeiten wider. Bei den kleinen Arten wie Aiphanes chiribogensis sind sie üblicherweise zwischen ein und zwei Zentimetern, bei den großen Arten wie Aiphanes eggersii bis zu 15 Zentimeter lang.
Verzweigungen entstehen aus den basalen (unterirdischen oder knapp über der Erdoberfläche liegenden) Blattachseln, oder selten distal direkt aus der Sprossachse.
Der Querschnitt entspricht dem charakteristischen Bau der Einkeimblättrigen: außen liegt die Epidermis, die eine Schicht primärer Rinde umgibt. Diese Schicht ist üblicherweise sehr dünn oder kaum vorhanden, bei Aiphanes macroloba aber sehr ausgeprägt und etwa 5 Millimeter dick. Weiter im Inneren liegt ein Zylinder aus Parenchym, in dem verteilt die Leitbündel verlaufen (Ataktostele). Der äußere Teil des Zylinders besteht aus schwarzen Sklerenchymfasern.

### Blätter

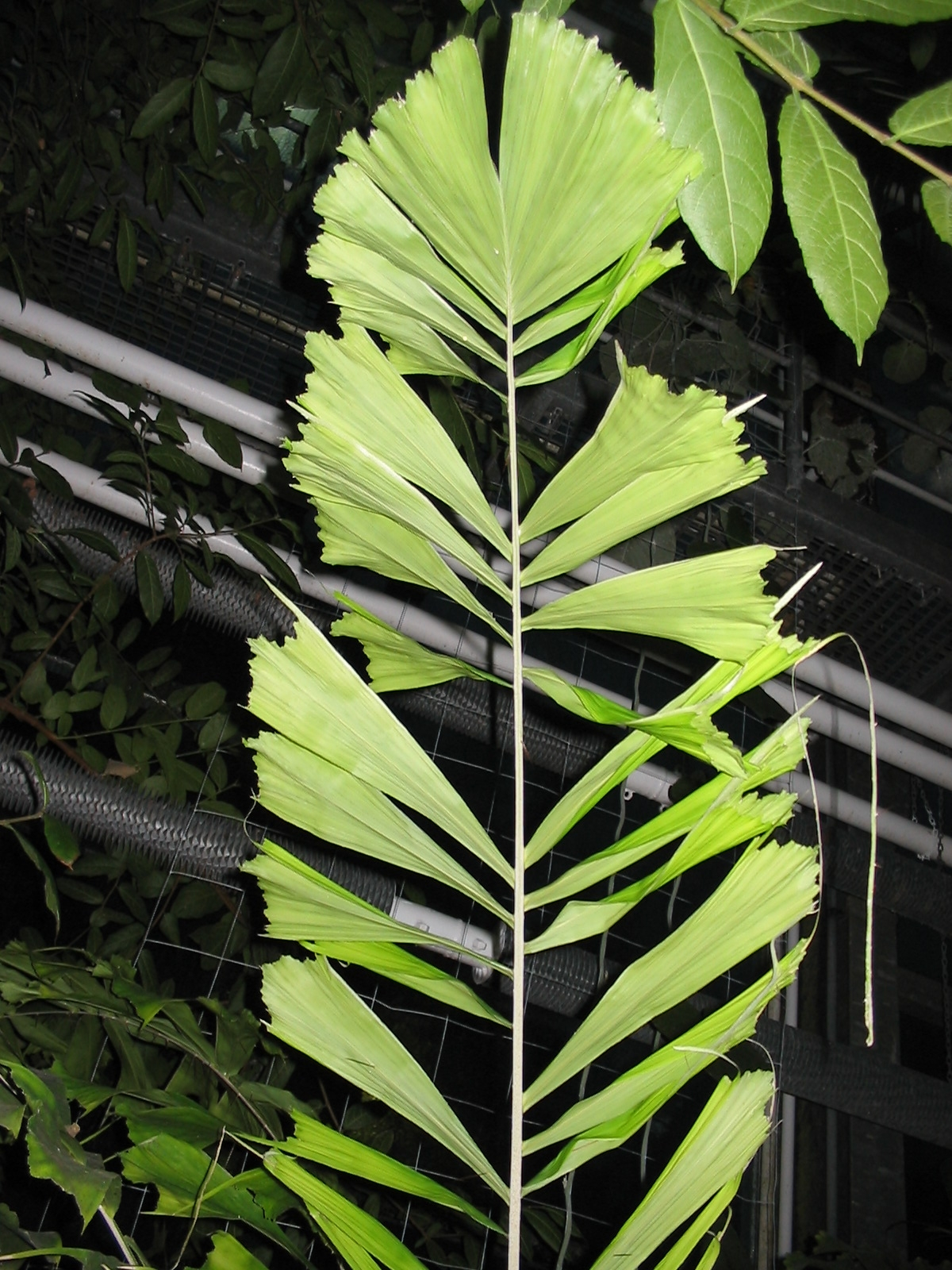
Wedel von Aiphanes horrida, gut erkennbar ist die fadenartige distale Verlängerung der Rhachis.

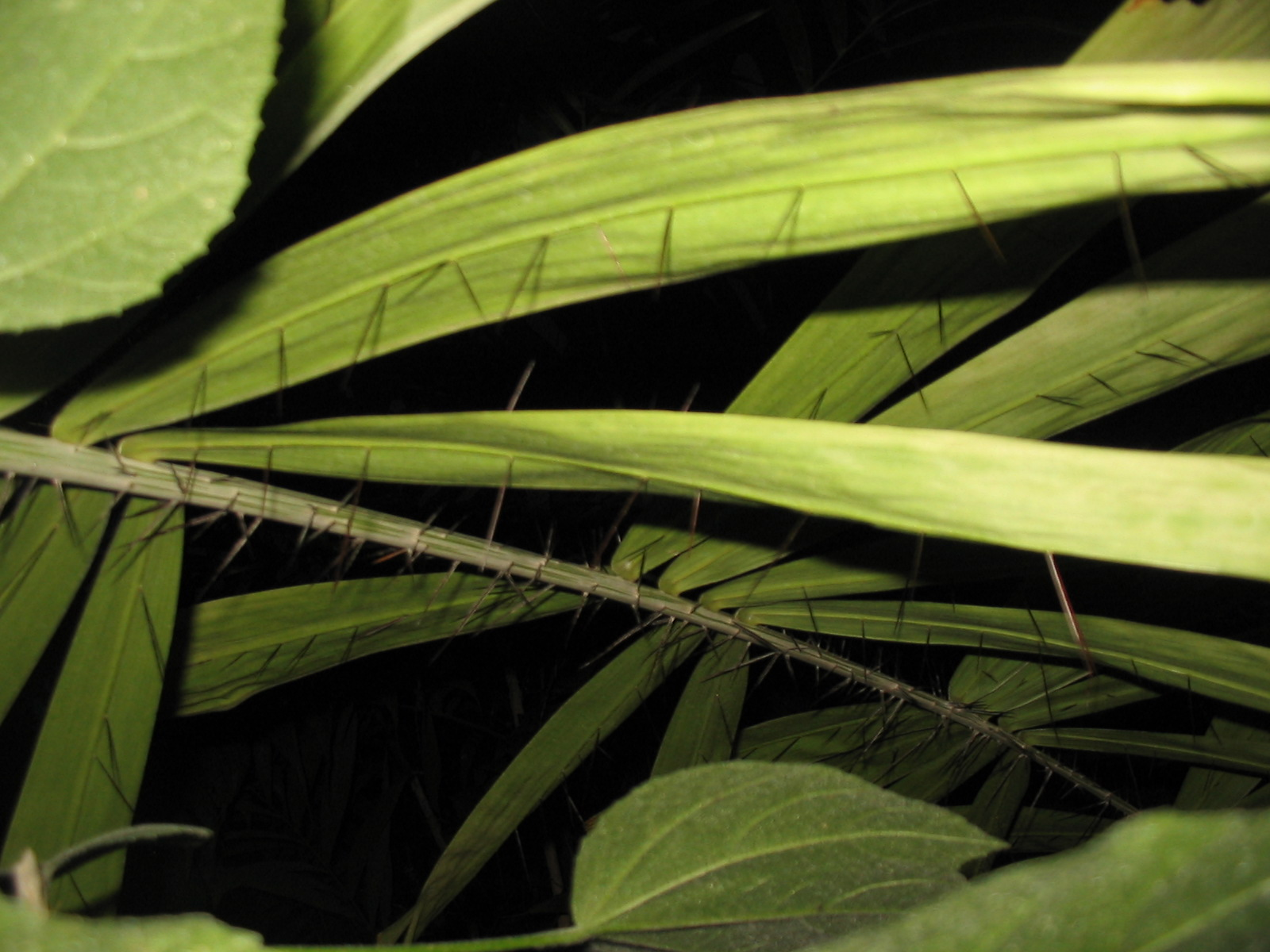
Details: gut erkennbar sind die Stacheln aus der Mittelrippe der Blattunterseite.

Fast alle Arten haben eine schraubige (disperse) Blattstellung (Phyllotaxis), nur bei Aiphanes linearis, Aiphanes verrucosa und Aiphanes lindeniana stehen die Blätter zweizeilig (distich). An Jungpflanzen stehen bei allen Arten die Blätter zweizeilig, was sich aber schnell verliert. Die Laubblätter sind große Fiedern (Palmwedel), deren Anzahl pro Krone von drei bis mehr als 20 variiert.
Die Jungblätter stecken in zylindrischen Blatthüllen, die bei allen Arten dicht mit Stacheln übersät sind. Die Blatthülle bricht dann an beiden Seiten auf und gibt das gestielte Blatt und ein deutlich sichtbares Blatthäutchen (Ligula) frei. Dieses bildet sich dann zurück, Reste bleiben aber auch an alten Blättern sichtbar. Die Blatthülle fällt bei allen Arten mit Ausnahme von Aiphanes hirsuta subsp. fosteriorum sauber ab. Die Jungblätter sind dicht mit vielverzweigten Blatthaaren (Trichomen) bedeckt.
Die Länge der Blattstiele variiert zwischen wenigen Zentimetern bis zu über einem Meter. Kurze Blattstiele sind oben eingekerbt, wohingegen lange rundlich ohne Kerbe sind. Die mittlere Hauptachse des Fiederblatts (Rhachis) verlängert sich distal in einen langen Faden (Filament), der dann mit der Zeit abbricht. Blattstiele und Rhachis sind oft dicht mit Stacheln übersät, bei wenigen Arten aber komplett unbewehrt.
Die Anordnung der einzelnen Fiederblättchen an der Blattspindel variiert zwischen den Arten stark. Sie reicht von komplett unregelmäßig über in Haufen gruppiert hin zu paarig gegenüberstehenden Blättchen.
Während des Wachstums wird das Blättchen zweimal von der Spitze abwärts (basipetal) eingeschnitten und bildet drei ungleichmäßige Lappen. Die Mittelrippe der Blattunterseite ist bei allen Arten mit einem oder mehreren Stacheln bewehrt. Bei einigen Arten, wie zum Beispiel Aiphanes ulei, ist aber auch die Blattoberseite mit Reihen von Stacheln besetzt. Bei Aiphanes minima können die Stacheln auch aus den Seitenrippen auswachsen.

#### Blattanatomie
Die Blattspreite ist dorsiventral. Die Epidermis ist nur eine Zelllage stark. Die Zellen sind rhomboedrisch oder spindelförmig. Die außen liegende Zellwand ist schwach bis stark cutinisiert. Die antiklinen, das heißt senkrecht zur Blattoberfläche stehenden, Zellwände sind periodisch verdickt. Die Verdickungen erinnern an auf eine Schnur aufgereihte Perlen. Die Spaltöffnungen (Stomata) liegen bevorzugt abaxial, das heißt an der Blattunterseite. Selten sind diese eingesunken oder herausgehoben.
Die Hypodermis, das heißt die Schicht direkt unter der Epidermis, ist ebenfalls nur eine Zelle stark. Die Zellen sind doppelt so breit wie die der Epidermis. Die Atemhöhlen unter den Spaltöffnungen sind von neun Zellen umgeben. Das Chlorenchym ist einheitlich und ein bis drei Zellen dick. Rhaphiden, Bündel aus nadelförmigen Calciumoxalat-Kristallen, sind häufig. Fasern, die nicht mit den Gefäßbündeln assoziiert sind, sind kleiner als fünf Mikrometer im Durchmesser dick und ohne Sklerenchym. Sie liegen in Strängen aus zwei bis vier Schichten.
Die Blattadern verlaufen im Mesophyll, sie bestehen aus einer äußeren Parenchymschicht, die vor allem größere Adern oft nicht vollständig umschließt, und einer inneren ein bis sieben Zellen starken Schicht aus Sklerenchym. Das Phloem der Hauptadern besteht aus zwei bis vier Strängen.

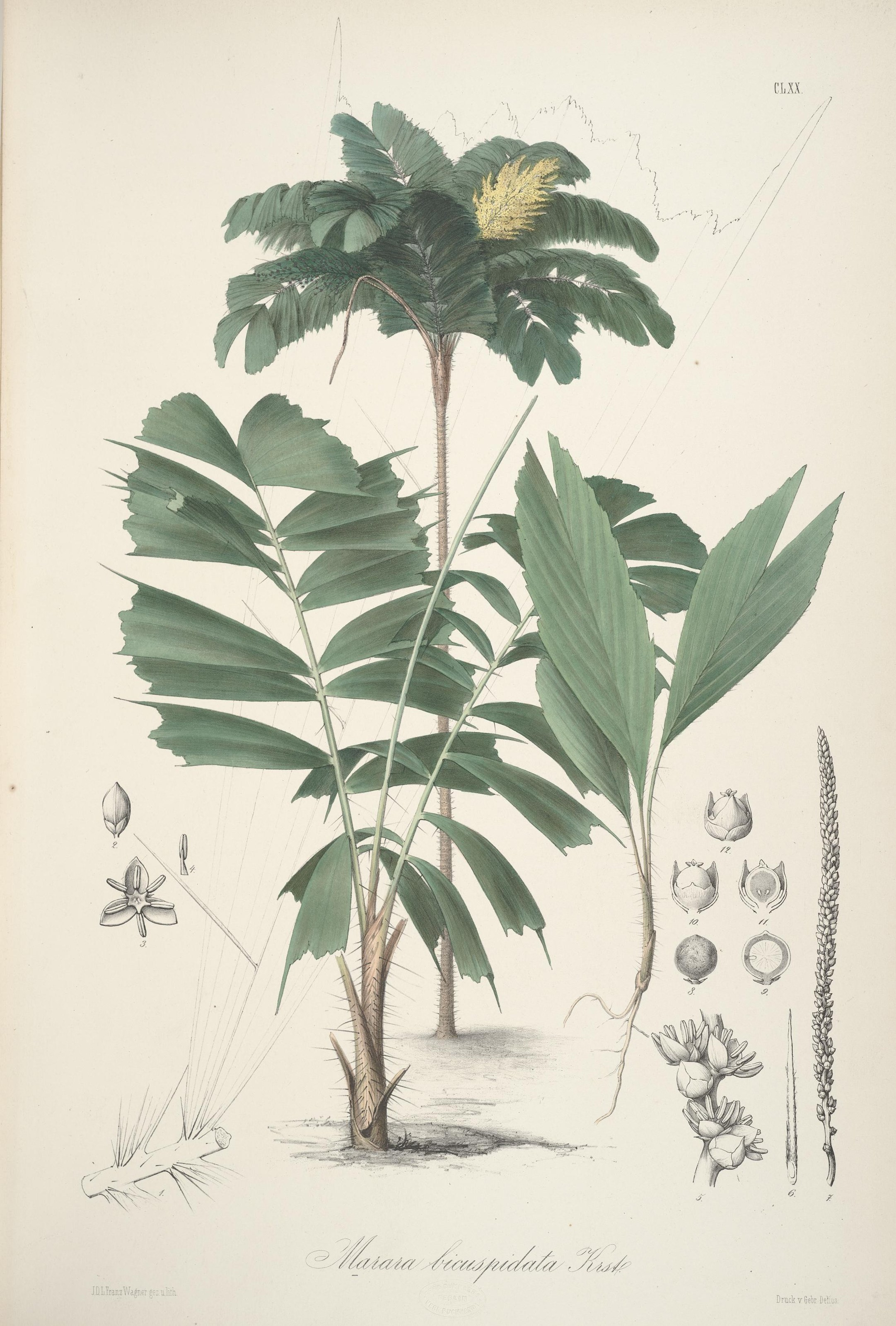
Aiphanes horrida, Abbildung

### Blütenstände
Stachelpalmen blühen mehrmals im Leben, sie sind also ausdauernd (pollakanth). Die Blüten sind getrenntgeschlechtig einhäusig (monözisch).
Die Blütenstände stehen zunächst aufrecht und können während der Anthese, wenn sich die Blüten öffnen, kippen, bis sie herabhängen. Während der Fruchtreife werden sie häufig gebogen. Bei fast allen Arten entwickelt sich ein Blütenstand pro Blattachse, bei Aiphanes gelatinosa sind es jedoch häufig drei. Die Tragblätter (Brakteen) sind sehr variabel, sie können verdickt und holzig oder dünn und papierartig sein. Sie sind häufig mit Stacheln bewehrt, dünne Tragblätter fallen häufig ab, während holzige erhalten bleiben.
Der Blütenstand ist bei fast allen Arten kolbenartig, dabei aber einfach verzweigt. Die Blütenstandsachse besteht aus einem bewehrten Blütenstandsstiel (Pedunculus) mit einem Durchmesser von drei bis 50 Millimeter und einer Rhachis, von der Achsen erster Ordnung (Rhachillae) abzweigen, an denen dann die Blüten sitzen. Bei Aiphanes acaulis, Aiphanes spicata und Aiphanes macroloba, ist der Blütenstand jedoch immer, bei Aiphanes simplex meistens, unverzweigt. Am Blütenstiel sitzen flache, abgerundete und an den Seiten geflügelte Vorblätter (Brakteolen).
Die Blüten sitzen immer in Dreiergruppen aus zwei männlichen Blüten (mit Androeceum) und einer weiblichen Blüte (mit Gynoeceum). Selten ergeben sich an der Spitze der Blütenstände (distal) Zweiergruppen, bei denen die weibliche Blüte fehlt. Bei Aiphanes deltoidea und Aiphanes minima ergeben sich selten Vierergruppen, aus jeweils zwei Geschlechterpaaren.

#### Männliche Blüten
Die männlichen Blüten sind gestielt oder fast aufsitzend. Die Blütenhülle besteht aus drei freien, gekielten und häutchenartigen Kelchblättern (Sepalen) und drei freien oder an der Basis verwachsenen, fleischigen Kronblättern (Petalen). Beide sind spitz. Die Blütenfarbe variiert von cremefarben zu gelb-orange, oder von weiß ins purpurn oder violett. Häufig sind die Blüten vor der Anthese noch grün.
Die Kelchblätter bestehen nur aus ein bis zwei Schichten schmaler Zellen. Die Kronblätter sind deutlich dicker, neben der Epidermis bestehen sie aus fünf oder sechs Schichten von Parenchymzellen, mit vielen Rhaphiden und tanninhaltigen Zellen, und einer Schicht aus Fasern, die nicht mit den Gefäßbündeln assoziiert sind. Sie werden durch ein einzelnes Leitbündel mit zwei Tracheen aus Metaxylem versorgt. Die innere Epidermis besteht aus einer Schicht großer Zellen mit einem zähen Zytoplasma und großen Zellkernen.
Die sechs Staubblätter stehen in zwei Quirlen zu je drei. Sie werden durch ein einzelnes Leitbündel mit drei bis vier Tracheen aus Metaxylem versorgt. Die Staubfäden sind an der Basis verwachsen. Sie stehen aufrecht und sind nie länger als die Kronblätter. Im Durchmesser haben sie zehn bis 15 Zellen und bestehen aus Parenchym. Die Antheren öffnen sich zum Zentrum der Blüte hin (intrors) oder zur Seite hin (latrors). Sie sind abgerundet und gebogen, oder aufrecht – bei der Anthese neigen sie sich oft bis fast in die Horizontale. Die Länge variiert zwischen 0,3 und vier Millimetern und korreliert mit der Größe der Kronblätter. Die Pollensäcke sind reich an Raphiden. Es existieren kleine, drüsige Stempelrudimente, die zu Nektarien umgebildet sind.

##### Pollen
Die Pollenkörner sind monosulcat, das heißt, sie haben nur eine Keimfurche. Diese liegt häufig in der Südhälfte des Pollenkorns (meridionosulcat). Selten finden sich dreiarmige Keimfurchen (trichotomosulcat). Sie sind kugelförmig bis ellipsoid, selten dreieckig. Die Längsachse ist zwischen 20 und 30 Mikrometer lang. Der Durchmesser variiert zwischen 20 und 30 Mikrometer.
Die äußere Schicht der Pollenkörner (Exine) ist ganz oder zum Teil mit einem Tectum bedeckt, einer Schicht, die die Columellae genannten stäbchenförmigen Strukturen bedeckt. Auf dem Tectum sitzen häufig kurze oder lange Dornen, Warzen oder mehr oder weniger stark verwachsene zarte Auswüchse. Die Exinestruktur und Ornamentierung ist insgesamt sehr viel diverser als bei anderen Bactridinae-Gattungen.

#### Weibliche Blüten
Die Blütenhülle der weiblichen Blüten besteht aus drei freien, breit gekielten, dünnen, papierähnlichen Kelchblättern und drei gebogenen oder nur wenig gekielten, fleischigen Kronblättern. Letztere sind auf halber Länge basal verwachsen. Die Kelchblätter sind vier bis fünf Zellen stark und enthalten eine Schicht aus Fasern, die nicht mit den Gefäßbündeln assoziiert sind. Die Farbgebung der weiblichen Blüten scheint der der männlichen zu folgen. Bei Aiphanes deltoidea sind sie jedoch, im Gegensatz zu den männlichen orangefarbenen Blüten, grünlich.
Jede Blüte enthält sechs sterile Staubblätter, Staminodien. Sie sind zu einer spitz gelappten becherförmigen Hülle verwachsen, die wiederum mit der unteren Hälfte der Kelchblätter verwachsen ist. Die drei kugeligen Fruchtblätter sind verwachsen (synkarp) und der Griffel, dessen Länge etwa der der Staubfäden entspricht, trägt eine dreiteilige Narbe. Gerade unterhalb der Narben und an der Öffnung des zentralen Griffelkanals, zwischen den Narben, werden kleine Mengen Nektar sezerniert.

### Früchte und Samen
Die Früchte der Stachelpalmen sind bei den meisten Arten runde rote, einsamige Steinfrüchte, mit einem dicken, harten, den Samen umgebenden verholzten Kern, (Endokarp). Das Endokarp ist zwischen 0,5 und zwei Millimeter dick und von brauner oder schwarzer Farbe. Es trägt drei distinkte Keimporen, die jeweils von runden, aufliegenden Fasern in einem sternförmigen Muster umringt sind. Die mittlere Fruchtwand (Mesokarp) ist fleischig und saftig. Der Durchmesser der Früchte schwankt zwischen fünf und 25 Millimetern und ist recht klein im Vergleich zu anderen Cocoeae.
Variationen ergeben sich zum Beispiel bei Aiphanes macroloba mit ellipsoiden Früchten, einige Arten, wie zum Beispiel Aiphanes grandis, bilden Früchte mit schnabelförmigen Auswüchsen. Auch die Farbe weicht bei einigen Arten von rot ab, so hat Aiphanes grandis mattgrüne, und andere Arten, wie zum Beispiel Aiphanes verrucosa, weiße Früchte. Purpurne Früchte finden sich zum Beispiel bei Aiphanes hirsuta.
Die Samenschale ist dünn. Das Nährgewebe (Endosperm) ist weiß und homogen, oft mit einer unregelmäßigen Höhlung im Inneren. Der Geschmack des Endosperms ist süß und erinnert an Kokos, der Ölgehalt schwankt innerhalb der Gattung stark und beträgt zum Beispiel bei Aiphanes horrida 37 %, bei Aiphanes minima aber 65 %. Wesentlicher Bestandteil des Öls ist Laurinsäure, bei Aiphanes horrida fast 63 %. Der Embryo ist von hellbrauner Farbe, hat eine umgekehrt konische Form und ist 0,5 bis ein Millimeter lang. Seine Spitze zeigt zu einer der drei Keimporen.
Aus den Früchten von Aiphanes horrida wurde neben iso-Rhapontigenin, Piceatannol und Luteolin, Aiphenol, eine neue Stilben-Verbindung isoliert, die als Inhibitor von Cyclooxygenase-Reaktionen fungiert.

## Verbreitung

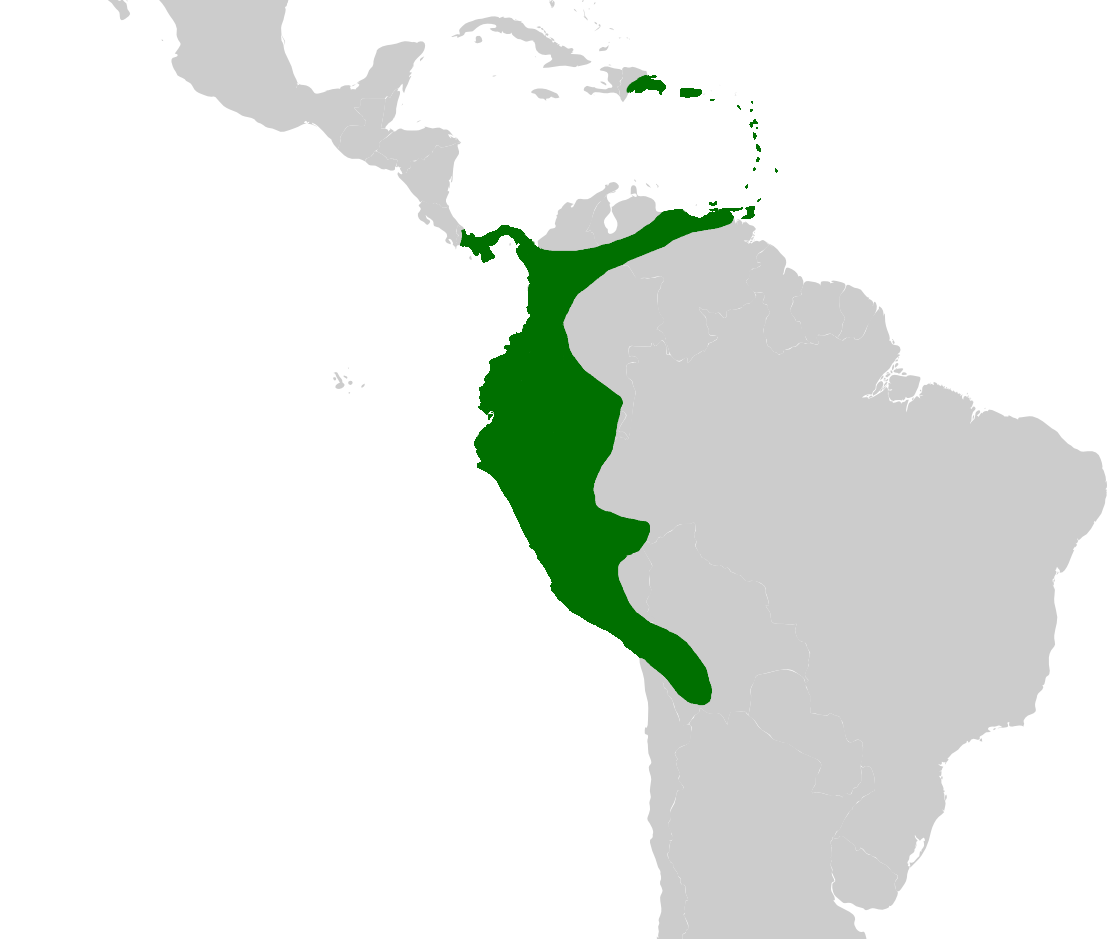
Natürliches Verbreitungsgebiet der Gattung

Verteilung der Höhenlagen der Vorkommen der Aiphanes-Arten

Stachelpalmen sind auf den Kleinen Antillen, sowie von Venezuela bis Bolivien entlang der Anden verbreitet. Aiphanes hirsuta subsp. hirsuta erreicht Panama, ansonsten fehlt die Gattung in Mittelamerika. Die Ostgrenze des Verbreitungsgebiets wird durch die Westgrenze des Amazonasbecken markiert und erreicht in einem sehr dünnen Streifen an der Grenze zu Peru Brasilien. Angebliche Funde in Guyana und aus dem Süden Venezuelas konnten nicht bestätigt werden.
Das Mannigfaltigkeitszentrum der Gattung, das heißt das Gebiet mit der größten Artenvielfalt, liegt in Westkolumbien und Ecuador, ein Unterzentrum findet sich im nordöstlichen Peru. Die am weitesten verbreitet Art ist Aiphanes horrida, die sich von Trinidad bis Bolivien, mit einer Lücke von Zentralkolumbien bis Zentralperu findet. Viele andere Arten besitzen nur ein kleines oder sehr kleines Verbreitungsgebiet.
In Tansania in Afrika existieren neophytische Vorkommen von Aiphanes horrida, die sich zwar wild verbreiten, aber nicht als invasiv eingestuft werden.
Stachelpalmen können Höhenlagen bis 2800 Meter bewohnen, wobei im Flachland andere Arten als im Hochland verbreitet sind. Auch haben sich die Aiphanes Arten an sehr verschiedene Standorte angepasst und es existieren sowohl auf sehr feuchte, als auch auf sehr trockene Bedingungen spezialisierte Arten. Auch verhalten sich die Pflanzen im offenen Gelände anders als in dichtbewachsenen Waldgebieten. Während zum Beispiel Aiphanes ulei, Aiphanes weberbaueri, Aiphanes parvifolia oder Aiphanes tricuspidata im offenen Gelände nicht überleben können, passen sich beispielsweise Aiphanes erinacea oder Aiphanes hirsuta an die veränderten Bedingungen an und bilden viele kurze Stämme, und viel mehr Blütenstände.

### Gefährdung
Wie bei vielen Gattungen mit stark spezialisierten oder endemischen Arten sind viele Arten gefährdet. Die International Union for Conservation of Nature and Natural Resources (IUCN) listet sechs der 25 Arten in einer Gefährdungskategorie auf ihrer Roten Liste.
Drei Arten gelten als „stark gefährdet“ (endangered) (Aiphanes grandis, Aiphanes leiostachys und Aiphanes verrucosa) und weitere drei als „gefährdet“ (vulnerable) (Aiphanes chiribogensis, Aiphanes duquei, Aiphanes lindeniana). Bei drei Arten (Aiphanes chiribogensis, Aiphanes grandis, Aiphanes verrucosa) verschlechtert sich die Lage beständig und steht eine weitere Verschlechterung zu befürchten. Vor allem Aiphanes grandis ist stark gefährdet, da keine der verbliebenen Populationen in Ecuador sich innerhalb eines Schutzgebiets befindet. Zumindest Aiphanes erinacea ist ebenfalls stark gefährdet, auch wenn die Art nicht auf der Roten Liste gelistet wird.
Bei allen Arten ist Habitatzerstörung der Hauptgrund für die Gefährdung. Standorte werden vor allem durch Rodung und Urbarmachung des Landes zerstört. Für Aiphanes erinacea konnte gezeigt werden, dass die Art nur in unberührten Wäldern keimt, in auch nur leicht durchforsteten Wäldern aber eingeht, dies gilt wahrscheinlich auch für andere Stachelpalmenarten.

## Ökologie
Die meisten Arten blühen das ganze Jahr über und in einer einzigen Population können Individuen in allen Stadien des Knospens, Blühens und der Fruktation zur selben Zeit gefunden werden, oft finden sich sogar an einem einzigen Individuum mehrere Stadien zur selben Zeit. Dies erklärt sich vor allem aus den relativ gleichmäßigen klimatischen Bedingungen in großen Teilen des Verbreitungsgebiets. Es existieren jedoch auch einzelne Populationen, die sich parallel saisonal entwickeln, wie eine Population von Aiphanes horrida bei Canavi in Bolivien oder Populationen in sehr großen Höhenlagen.
Die Anthese dauert mindestens 80 Tage, gemessen bei Aiphanes chiribogensis und eine neue Blüte entsteht binnen etwa 25 Tagen nach dem Ende der Anthese der alten Blüte, gemessen bei Aiphanes eggersii.

### Bestäubung
Die Blütenstände sind nichtüberlappend proterandrisch, das heißt, dass die männlichen Blüten den Pollen zu einem Zeitpunkt entlassen, zu dem die Narben der weiblichen Blüten noch nicht belegungsfähig sind. Ein Individuum hat nur selten mehr als einen Blütenstand zur selben Zeit – so wird Selbstbestäubung verhindert.
Die Stachelpalmenarten werden von verschiedenen Insekten bestäubt (Entomophilie), bei einigen Arten spielt auch Windbestäubung (Anemophilie) eine Rolle. Finn Borchsenius untersuchte die Bestäubung von Aiphanes chiribogensis, Aiphanes eggersi und Aiphanes erinaceae in Westecuador. In den männlichen Blüten von Aiphanes eggersii fand er viele Larven von Kleinschmetterlingen (Microlepidoptera), er schloss jedoch auf Bestäubung durch Bienen (Apiformes) und Wind. Die Blüten von Aiphanes erinacea werden von hunderten von Fliegen, vor allem Taufliegen (Drosophilidae), Schwebfliegen (Syrphidae), Gnitzen (Ceratopogonidae) und Blattkäfern (Chrysomelidae) besucht, die wahrscheinlich auch die Bestäubung übernehmen. Bienen beobachtete er hier nicht. Die Blüten von Aiphanes chiribogensis werden von deutlich weniger Insekten besucht. Hier finden sich Taufliegen, Pilzmücken (Mycetophilidae), Trauermücken (Sciaridae), Gallmücken (Cecidomyiidae), Gnitzen und Kleinschmetterlinge. Bienen oder Schwebfliegen fehlen.
Die Blüten von Aiphanes grandis und Aiphanes minima duften süßlich, um Insekten anzulocken. Eine Analyse des Dufts der männlichen Blüte von Aiphanes minima ergab 15 Inhaltsstoffe. Die Hauptbestandteile sind Pentadekan (75,5 %), Tetradekan (3,9 %), 1,3,7-Nonatrien Linalool (1,2 %) und Dihydro-β-Jonon (1,2 %).
Aiphanes horrida wird von Stachellosen Bienen (Meliponini) und Schnabelkerfen (Hemiptera) besucht, die Bestäubung findet durch Bienen statt. Glanzkäfer (Nitidulidae) und Rüsselkäfer (Curculionidae) finden sich ausschließlich in männlichen Blüten.
Insgesamt werden wahrscheinlich die Arten mit großen, weißen oder gelben Blüten und linearen Antheren vor allem durch Bienen, und die Arten mit kleinen, zumeist weiß bis purpurnen Blüten mit kleinen, ovalen Antheren vor allem durch Fliegen bestäubt.

### Samenausbreitung

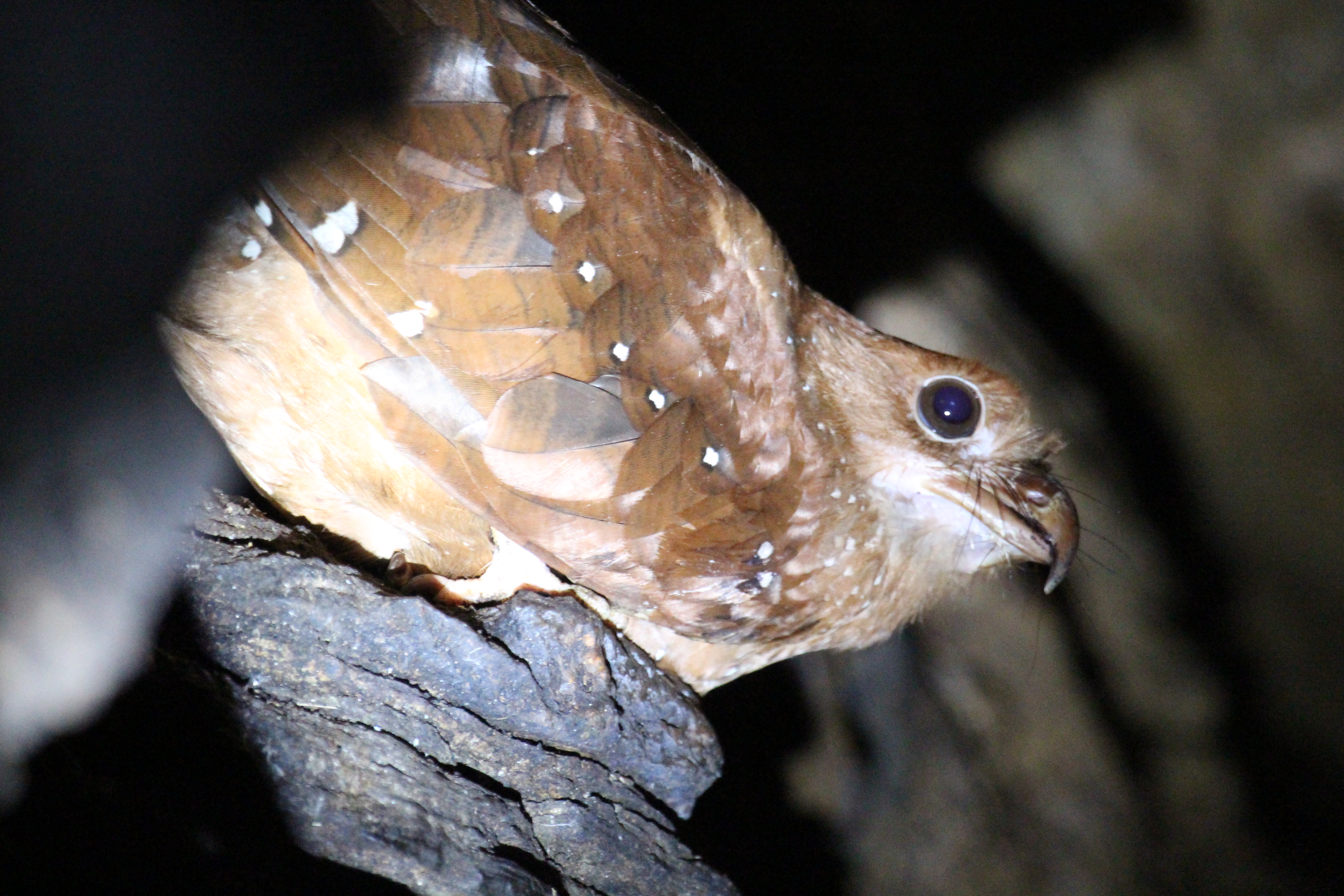
Der Fettschwalm (Steatornis caripensis) frisst die Früchte von Aiphanes horrida und breitet die Samen aus.

Die reifen Früchte von Aiphanes horrida werden von Eichhörnchen (Sciurus) gefressen, die den Stamm trotz der vielen Stacheln ersteigen können. Die Früchte sind energiereich, enthalten viele Vitamine und werden wahrscheinlich auch von vielen anderen Tieren gerne konsumiert. Die Stacheln an der ganzen Pflanze dienen insgesamt dem Schutz vor Pflanzenfressern und Tieren, die die Stämme erklettern wollen, um an die Früchte zu gelangen. Die hellroten Früchte von Aiphanes horrida werden auch vom Fettschwalm (Steatornis caripensis) gefressen, der sie im ganzen verschluckt und die Samen ausbreitet (Endochorie).

## Verwendung
Die Früchte von Aiphanes horrida werden unter dem Namen Corozo oder Mararay auf vielen Märkten in Kolumbien angeboten und finden sich sogar in Supermärkten in Medellín. Sie werden roh gegessen. Kandiert sind die Früchte als Süßigkeiten in den Anden sehr beliebt. Aiphanes horrida ist die einzige Art der Gattung, die wegen ihrer Früchte kultiviert wird; die Früchte der anderen Arten werden ausschließlich in der Natur gesammelt.
Die Früchte von Aiphanes linearis sind ebenfalls schmackhaft und werden in Kolumbien gegessen. Die Fruchtkerne von Aiphanes minima sind essbar und werden als Nüsse gehandelt.
Trotz der Stacheln werden Aiphanes horrida und Aiphanes minima gelegentlich als Solitärpflanze in Gärten verwendet. In botanischen Gärten sind die beiden Arten weit verbreitet. Das Holz von Stachelpalmen hat keinerlei wirtschaftliche Bedeutung.

## Botanische Geschichte und Etymologie
Exemplare der Gattung Aiphanes wurden erstmals von Charles Plumier gesammelt, einem französischen Missionar und Botaniker, der zwischen 1689 und 1695 drei Reisen in die Karibik unternahm. Er fertigte Zeichnungen an und beschrieb zwei Arten, die er Palma dactylifera, aculeata, fructu corallino, major und Palma dactylifera, aculeata, fructu corallino, minor nannte. Beides waren Exemplare der heutigen Art Aiphanes minima. Dieselbe Art wurde dann nochmals im Jahr 1763 von Nikolaus Joseph von Jacquin als Palma grigri martinicensibus beschrieben.
1779 fertigte José Mutis eine sehr genaue Beschreibung der Art an, die heute als Aiphanes lindeniana bekannt ist. Im Jahr 1791 beschrieb der deutsche Botaniker Joseph Gärtner die Samen von Aiphanes minima in seinem Buch De fructibus et seminibus plantarum unter dem Namen Bactris minima – minima ist damit das älteste anerkannte Art-Epitheton einer Aiphanes-Art.
Der Gattungsname Aiphanes wurde erstmals 1801 in einer Vorlesung an der Königlichen Akademie der Wissenschaften in Berlin von Karl Ludwig Willdenow verwendet. Der Name setzt sich aus dem altgriechischen αεί, ai (= immer) und φανερός, phaneros (= offenkundig, sichtbar, auffällig) zusammen. Ironischerweise sind Stachelpalmen üblicherweise nur schwierig in dichter Vegetation auszumachen und wurden aus diesem Grund auch nur selten in Herbarien gesammelt. Wahrscheinlich bezieht sich der Name eher auf die auffällige Erscheinung der Pflanzen.
Willdenow beschrieb nur eine Art der Gattung Aiphanes aculeata, was heute ein Synonym von Aiphanes horrida ist. Das holotypische Exemplar, war von Franz Bredemeyer in Caucagua, Venezuela gesammelt worden. Bredemeyer ging dann nach Schönbrunn und nahm entweder den Holotypus oder Samen dieses Exemplars mit. 1809 beschrieb Joseph Franz von Jacquin denselben Holotypus oder aber ein nachgezogenes Exemplar unter dem Namen Caryota horrida – heute ist das Epipheton horrida als das gültige anerkannt.
Zwischen 1794 und 1816 wurden mehrere Palmen unter dem Gattungsnamen Martinezia beschrieben – die Gattung war aber inkonsistent und wurde 1847 von Carl Friedrich Philipp von Martius mit Aiphanes synonymisiert. Da Martinezia der ältere Name war, wurde der Gattungsname Aiphanes bis 1932 nicht mehr verwendet. Die Gattung Martinezia enthielt aber viele Palmen, die nicht mit den Stachelpalmen gleichzusetzen sind. Carl Burret führte deswegen 1932 wieder den Namen Aiphanes ein. Der Großteil der Arten aus Martinezia wurde zur Gattung Euterpe gestellt, weshalb Martinezia heute als Synonym zu Euterpe gilt. Die meisten von Burret beschriebenen Arten wurden von Wilhelm Kalbreyer gesammelt, der zwischen 1877 und 1881 Nordkolumbien bereist hatte und eine umfangreiche Sammlung von Palmen mitbrachte, aus der 69 neue Palmenarten beschrieben werden konnten.
Zwischen 1932 und 1996 wurden 15 weitere Stachelpalmenarten beschrieben, was die Anzahl der Arten auf 47 steigerte. 1996 veröffentlichten Finn Borchsenius und Rodrigo Bernal eine umfangreiche Monographie über die Gattung, in der die Anzahl der Arten auf 22 gesenkt wurde. Seither wurden allerdings weitere neue Arten beschrieben.

## Systematik

### Äußere Systematik
John Dransfield und Kollegen ordnen die Gattung Aiphanes innerhalb der Familie Arecaceae in die Unterfamilie Arecoideae, Tribus Cocoseae, Subtribus Bactridinae ein. Zu dieser zählen noch die Gattungen Acrocomia, Astrocaryum, Desmoncus und Bactris. Innerhalb der Subtribus sind die Verwandtschaftsverhältnisse nicht eindeutig geklärt, verschiedene Arbeiten kamen zu unterschiedlichen Ergebnissen. Gemeinsames Merkmal der Gattungen sind Stacheln an zumindest Teilen der Pflanzen und das neotropische Verbreitungsgebiet.
Neben den bestachelten Palmen dieser Tribus, existieren aber auch noch andere Gattungen bestachelter Palmen nicht nur in der Neotropis, diese sind mit der Gattung Aiphanes aber nicht näher verwandt.
Eine molekulargenetische Untersuchung aus dem Jahr 2002 ergab folgendes Kladogramm, das eines von mehreren vorgeschlagenen Verwandtschaftsverhältnissen innerhalb der Subtribus Bactridinae darstellt.
|  | Aiphanes                                              |
|  |                                                       |
|  | \| \| Desmoncus \| \| \| \| \| \| Bactris \| \| \| \| |
|  |                                                       |
|  | Desmoncus                                             |
|  |                                                       |
|  | Bactris                                               |
|  |                                                       |

|  | Desmoncus |
|  |           |
|  | Bactris   |
|  |           |

|  | Aiphanes                                              |
|  |                                                       |
|  | \| \| Desmoncus \| \| \| \| \| \| Bactris \| \| \| \| |
|  |                                                       |
|  | Desmoncus                                             |
|  |                                                       |
|  | Bactris                                               |
|  |                                                       |

|  | Desmoncus |
|  |           |
|  | Bactris   |
|  |           |

|  | Aiphanes                                              |
|  |                                                       |
|  | \| \| Desmoncus \| \| \| \| \| \| Bactris \| \| \| \| |
|  |                                                       |
|  | Desmoncus                                             |
|  |                                                       |
|  | Bactris                                               |
|  |                                                       |

|  | Desmoncus |
|  |           |
|  | Bactris   |
|  |           |

|  | Aiphanes                                              |
|  |                                                       |
|  | \| \| Desmoncus \| \| \| \| \| \| Bactris \| \| \| \| |
|  |                                                       |
|  | Desmoncus                                             |
|  |                                                       |
|  | Bactris                                               |
|  |                                                       |

|  | Desmoncus |
|  |           |
|  | Bactris   |
|  |           |

### Innere Systematik
Heute gehören 25 anerkannte Arten zur Gattung (Stand 2007). Unklar ist die Stellung von Aiphanes leiospatha Burret, die Art wird als „Unplaced Name“ geführt. Inzwischen ist die Zahl auf 32 angewachsen (Stand 2018).
Die Gattung Aiphanes ist eine morphologisch klar umrissene Einheit. Ihre Stellung als monophyletische Gruppe wird daher nicht angezweifelt.
Carl Burret teilte die Gattung 1992 in zwei Untergattungen Macroanthera und Brachyanthera. Er unterschied diese vor allem anhand von morphologischen Merkmalen der Blüten, vor allem der Länge der Antheren und der Stellung der Blütenstände. Diese Merkmale sind aber so vage, dass eine eindeutige Zuordnung nicht möglich ist. Dennoch scheinen die drei Arten in der Untergattung Macroanthera nah verwandt zu sein, wobei aber nicht klar ist, ob diese Gruppe monophyletisch ist. Heute wird der Einteilung in der Regel nicht mehr gefolgt – in Ermangelung einer neueren Untergliederung wird sie hier dennoch verwendet.
Die Arten der Gattung sind:
| Sektionen und Arten der Gattung Aiphanes |
| --- |
| Untergattung Macroanthera Burret - Aiphanes eggersii Burret: Westliches Ecuador. - Aiphanes horrida (Jacq.) Burret: Trinidad bis tropisches Südamerika. - Aiphanes minima (Gaertn.) Burret: St. Lucia, Barbados und Trinidad. Untergattung Brachyanthera Burret - Aiphanes deltoidea Burret: Kolumbien, Peru und nördliches Brasilien. - Aiphanes erinacea (H.Karst.) H.Wendl.: Kolumbien und Ecuador. - Aiphanes hirsuta Burret. Mit vier Unterarten: - Aiphanes hirsuta subsp. fosteriorum (H.E. Moore) Borchs. & R. Bernal: Südwestliches Kolumbien und nordwestliches Ecuador. - Aiphanes hirsuta subsp. hirsuta Burret: Costa Rican, Panama und Kolumbien. - Aiphanes hirsuta subsp. intermedia Borchs. & R. Bernal: Westliches Kolumbien. - Aiphanes hirsuta subsp. kalbreyeri (Burret) Borchs. & R. Bernal: Westliches Kolumbien. - Aiphanes leiostachys Burret: Kolumbien. - Aiphanes lindeniana (H. Wendl.) H. Wendl. (Syn.: Aiphanes stergiosii M. Niño, Dorr & F.W. Stauffer: Kolumbien und Venezuela.) - Aiphanes macroloba Burret: Kolumbien und nordwestliches Ecuador. - Aiphanes parvifolia Burret: Kolumbien. - Aiphanes simplex Burret: Kolumbien. - Aiphanes ulei (Dammer) Burret: Westliches Südamerika bis nördliches Brasilien. - Aiphanes weberbaueri Burret: Südliches Ecuador und Peru. Nicht zugeordnet - Aiphanes acanthophylla (Mart.) Burret: Hispaniola und Puerto Rico. - Aiphanes acaulis Galeano & R. Bernal: Westliches Kolumbien. - Aiphanes argos R.Bernal, Borchs. & Hoyos-Gómez: Kolumbien. - Aiphanes bicornis C. Cerón & R. Bernal: Ecuador. - Aiphanes bio R.Bernal, Borchs., Hoyos-Gómez, H.F.Manrique & Sanín: Die 2019 erstbeschriebene Art kommt in Kolumbien vor. - Aiphanes buenaventurae R.Bernal & Borchs.: Kolumbien. - Aiphanes chiribogensis Borchs. & Balslev: Westliches Ecuador. - Aiphanes cogollo R.Bernal, Borchs., Hoyos-Gómez, H.F.Manrique & Sanín: Die 2019 erstbeschriebene Art kommt in Kolumbien vor. - Aiphanes concinna H.E.Moore: Zentrales und östliches Kolumbien. - Aiphanes decipiens R.Bernal, Borchs., Hoyos-Gómez, H.F.Manrique & Sanín: Die 2019 erstbeschriebene Art kommt in Kolumbien vor. - Aiphanes duquei Burret: Kolumbien. - Aiphanes gelatinosa H.E. Moore: Südliches Kolumbien und nördliches Ecuador. - Aiphanes gloria R.Bernal, Borchs., Hoyos-Gómez, H.F.Manrique & Sanín: Die 2019 erstbeschriebene Art kommt in Kolumbien vor. - Aiphanes graminifolia Galeano & R. Bernal: Kolumbien. - Aiphanes grandis Borchs. & Balslev: Südwestliches Ecuador. - Aiphanes killipii (Burret) Burret: Kolumbien. - Aiphanes linearis Burret: Kolumbien. - Aiphanes multiplex R.Bernal & Borchs.: Kolumbien. - Aiphanes pilaris R.Bernal: Kolumbien. - Aiphanes spicata Borchs. & R. Bernal: Nördliches Peru. - Aiphanes suaita R.Bernal, Sanín & F.Castaño: Die 2019 erstbeschriebene Art kommt in Kolumbien vor. - Aiphanes tatama R.Bernal, Borchs., Hoyos-Gómez, H.F.Manrique & Sanín: Die 2019 erstbeschriebene Art kommt in Kolumbien vor. - Aiphanes tricuspidata Borchs., R. Bernal & M. Ruiz: Kolumbien und Ecuador. - Aiphanes truncata (Brongn. ex Mart.) H.Wendl.: Bolivien. - Aiphanes verrucosa Borchs. & Balslev: Ecuador. |